# Pump It Up

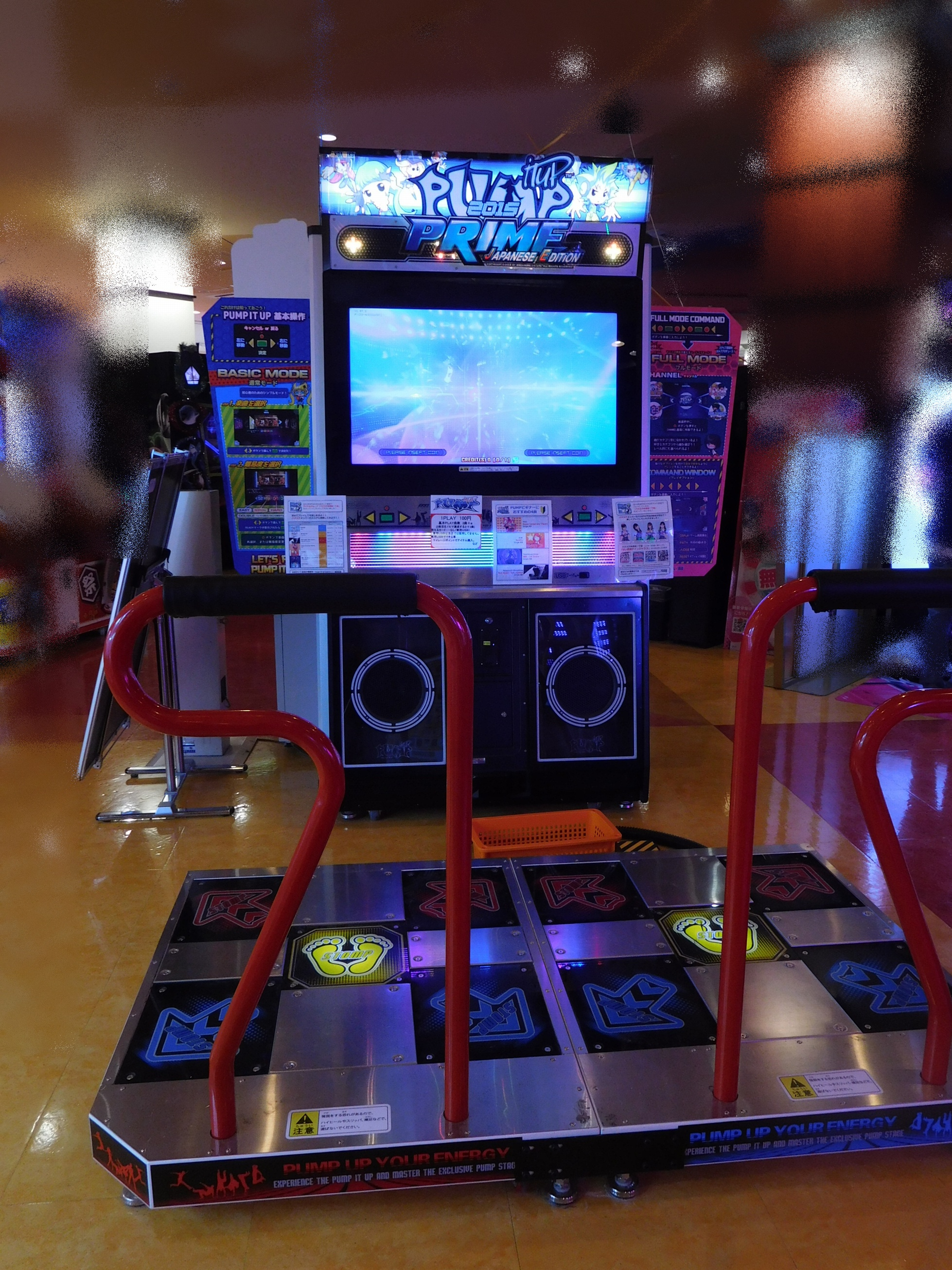
Pump It Up 2015 PRIME Japanese Edition

『Pump It Up』（パンプ・イット・アップ）は、韓国のゲームメーカーであるアンダミロ社、ソンドエンターテイメント社が製造・販売している音楽ゲーム。略称として、それぞれの単語の頭文字から「PIU」とも呼ばれる。
音楽に併せてパネルをタイミングよく踏むことでプレイする、Dance Dance Revolution（以下「DDR」）に近いインターフェイスを持つが、踏む場所がDDRとは異なる。
筐体の価格がDDRの半値以下という事もあり、日本を除く世界各国ではDDRを遥かに上回る筐体の流通量を誇り、アーケード市場ではDDRとPIUのシェアの比率が逆転してしまっている程の人気がある。特にメキシコやブラジルをはじめとする中南米地域ではDDRをほぼ駆逐してシェアを独占している程である。

## 概要
『Pump It Up』は上部にモニター、内部にコンピューターを搭載したキャビネットと、それに接続された一つの大きなダンスパッドに拠って成り立っている。パッドは5パネル×2で構成されており、左右のプレイサイドにはそれぞれ左上・右上のレッドパネル、左下・右下のブルーパネル、中央のイエローパッドが配置されている。上記の5パネルは、左右のプレイサイドにそれぞれX字型に配置されている。また、ダンスパッドの後部には危険防止用にバーが備え付けられている。そのため、ダンスパッドの形状としてはコナミから発売された『pop'n stage』とほぼ同じであるといえる。キャビネット部分にはUSBの端子が搭載されており、そこに専用のUSBメモリを差し込む事によって、自分のプレイ履歴や達成率などを記録することが出来る。また、Pump It Upの多くの筐体には選択・決定のボタンが存在せず、それらは全てパネルでの操作となる。そのため、楽曲のプレイ中以外ではレッドパネルとブルーパネルが選択ボタン、イエローパッドが決定およびスタートボタンの役割を務めている。なお、キャビネット部分はいくつかのバージョンが存在し、モニターの大きさや解像度が各種類で異なる点が特徴である。

### 基本的なゲームプレイの流れ
この項目では、「Pump It Up XX -20th  Anniversary Edition-」を基準に基本的なプレイの流れについて説明する。
ゲームスタート
コインを投入し、画面にイエローパッドのアイコン表示が出たら、どちらかのイエローパッドを踏んでスタートする。
USBメモリを使用する場合は、USBメモリの差し込みを行い、画面上部にプレイヤー情報が表示されてからスタートする。
エントリーカードを使用する場合はカードを読み取り部分に近づけ、画面上部にプレイヤー情報が表示されてからスタートする。
楽曲を選択する
選曲時は左右のブルーパネルで楽曲のスクロールを行い、イエローパッドを踏むことで難易度選択に入る。
選曲後にレッドパネルを踏むことで楽曲の選択をキャンセル、選曲画面時にレッドパネルを踏むことでゲームモード選択画面に移ることが出来る。
選曲後、難易度をブルーパネルで選択し、イエローパッドを2回踏むとプレイ開始となる。
筐体にもよるが、フットパネル上での操作以外に、モニター下にある左右のシフトボタン、または左下と右下のボタンで選択し、中央のセレクトボタンを押すとプレイ開始となる。赤丸のキャンセルボタンもしくは左上か右上のボタンでキャンセル操作となる。
選択した楽曲をプレイする
筐体の画面上に流れてくる矢印（モードにより名称が変わる）またはロングノート（後述）に対応するパネルをタイミングを合わせて踏むことによってその矢印の判定が発生。
判定は正しいタイミングから順にPerfect、Great、Good、BadもしくはMissに分類されて表示され、その判定によりプレイ中のゲージが変動する。
基本設定では途中でゲージが無くなったとしても、51連続以上のMissが発生しない限り強制終了にはならず、最後までプレイすることが可能となっている。
ただしRank Modeなどの一部のゲームモードを除き、オペレーター設定により「Stage Break」オプションがONになっている場合はゲージがなくなった時点で強制終了となる。
プレイした楽曲の結果が表示される
楽曲の終了後にプレイの詳細が表示され、上位のランクから順にSSS,SS,S,A,B,C,D,Fに分類される。PRIME2までは上位のランクから順にSS,S(金色),S(青色)A,B,C,D,Fに分類されていた。
また、一定以上のランクを出すとライフが回復し、プレイ可能な曲数が増える。(詳しくは後述)
現行作のXXではプレイ中にゲージに空になった場合、ランクがひび割れたデザインで表現される。
ちなみに2017 PRIME 2ではリザルト画面の上部にて☆の有無、2015 Primeではリザルト画面の「DANCE GRADE」の部分でプレイ中にゲージが空になったかどうか判別できるようになっている（ゲージが一度でも途中で空になった場合は「DANCE★GRADE」と表示される）。

### 専用USBメモリについて
NX2から記録の保存用に専用のUSBメモリが実装された。記録容量はNX2稼動時に発売された1GB、NX Absolute稼動と共に発売された2GB、2013 Fiesta 2時に発売された8GBの3種類が存在しており、現在は8GBのUSBメモリがPump It Up公式サイト内で販売されている。USBメモリ内に記録できる機能としては、各ゲームモードの達成率やスコア、取得したマイレージポイント、解禁された隠し要素、自分のプレイ回数、カロリー消費量、PumBiを使用して購入したアイテムなどがある。
ちなみに、PROシリーズでもUSBメモリを使用して記録の保存を行うことが可能で、こちらは市販のUSBメモリも使用可能となっている（ただし、PumBiの各機能には対応していない）。2015 Prime以降ではPumBiは使用せず、公式サイトからアクセスコードをダウンロードし、コードをUSBメモリ内に格納することでデータの保存が行える（ただし、アクセスコード作成にはメンバー登録が必要となる）。

### PumBi
Pump It Up NX2より実装されたUSBマネージャーのことで、公式サイトから「PumBi」のファイルをダウンロード後、それをPCにインストールし、アプリケーションとして用いられていた。起動時に公式サイトで登録したIDとパスワードを入力し、その後、専用USBメモリを挿すことによって様々な機能を利用することが出来る。PumBiを使用して行える機能としては、以下のようなものがある。
- プレイデータの更新・バックアップ
USBメモリを読み込んだ後に「Update」のアイコンをクリックすると、前回の更新以後にプレイしたデータをサーバーに転送し、保存する。
それにより、マイレージポイントやゲームモードの達成率などがPumBiでのデータ閲覧の際にも反映され、また、公式サイト側から配布された新要素のデータを受け取ることが出来る。
また、USBメモリのデータが消失してしまった場合は、PumBiを使用してデータの復旧を行うことが出来るほか、別途購入した専用のUSBメモリにデータの移行を行うことも出来る。
- マイレージポイントを利用してのアイテム・景品の購入
ゲームプレイによって獲得したマイレージポイントは、PumBi内にある「Item Shop」でゲームプレイ時に使用できるアイテムの購入や、公式サイト内の「PIU MALL」内で使用できるポイントに変換し、景品と交換することが出来る（ただし、変換後のポイントはマイレージポイントの1/2となる）。
「Item Shop」内では、隠し楽曲やWorld Maxモードでのアシストアイテムなどの購入が、「PIU MALL」内では、Tシャツやタオルなどのグッズとの交換が行えた。
ちなみに、「PIU MALL」で景品との交換を行う場合、景品のポイントとは別に送料として0 〜25,000ポイントを消費し、また、そのポイント消費量は景品を発送する国によって異なる。
なお、PumBiインストール時に選択可能な言語は、朝鮮語・英語・スペイン語・ポルトガル語の4か国語となっており、日本語版は存在しない。

### AM.PASS
アンダミロが独自で発行しているゲーム専用のエントリーカードで、PRIME2より採用している。メンバー登録をしなくても利用出来るが、その場合は難易度のリザルトの記録など一部の要素のみ使用出来ない状態になる。全ての解禁要素やアバターなど活用する場合はメンバー登録が必要になる。

### 難易度
難易度は全て数字で分けられているが、バージョン毎に細かい差異がある。
- Exceed以前
PREX3までは、難易度はそれぞれの難易度カテゴリ毎に1-10に分けられており、全カテゴリ共通ではなかった。そのため、Hardの難易度がCrazyの難易度より数字が大きい場合であってもCrazyの方が難しいということが多く、少々解りにくい点があった。なお、例外としてPremiere2で「Vook」が収録された際、Doubleで難易度12が表示された。
- Exceed〜Zero
Exceedで今までの難易度を全て見直し、全難易度カテゴリ共通で1-20に振りなおされ、またクリア後の判定も見直された。さらに難度を向上した楽曲を追加したExceed2が発売され、この時20を超える難易度がCrazy、Nightmareの各モードに追加された。しかし、評判が悪かったためか1-23まで振りなおされ、全ての楽曲の難易度が見直されたZeroが発売された。Zeroでは幾つかレベル評価不能の曲も存在するため、23をその上限に定めている（これはこのバージョンで追加された「Another Step」の影響である）。
- NX〜NX Absolute
NXでは低難易度、高難易度の判別を星と骸骨のアイコン数の表示に変更し、より解りやすい判別が出来るようになった。アイコンは難易度1-8が小さな星、9-16が大きな星、17-24が骸骨で表示される。NXシリーズ最終作のNX Absoluteでは、難易度1-24とそれ以上の難易度を指す??の25段階となっている。
- 2010 Fiesta,2011 Fiesta EX
Single,Double共通で1-25,??の26段階に振り分けられている。
また、Performanceという特殊な振り分けがあり、その譜面には使用パネル数のアイコンの横にダンサーのアイコンが表示される。
- PRO,PRO2
全難易度カテゴリ共通で1-16の16段階に振り分けられており、選曲画面では譜面難易度ごとに総ノート数、同時踏みの数、ホールドノートの数などの詳細が表示される。
なお、PRO2で新設された難易度であるRoutineのみ、難易度20の譜面が存在する。
- 2013 Fiesta 2、2015 Prime、2017 PRIME 2、XX -20th  Anniversary Edition-、PHOENIX 
Single,Double共通で1-27,??の28段階に振り分けられ、Prime以降は1-28,??の29段階に拡大された。
また、Performance譜面は難易度枠が青色に変更され、Routine譜面もPerformance譜面としての扱いとなる。
- Infinity
Single,Double共通で1-27,??の28段階に振り分けられている。
Routine譜面はプレイ人数が表示されるようになり、最大で5人プレイの譜面も存在する。

#### 譜面の難易度カテゴリについて
過去のシリーズには譜面の難易度ごとにカテゴリが存在していたが、「2010 Fiesta」以降はSingleとDoubleの2つに簡略化された。下記は過去の作品において存在していた譜面の難易度カテゴリについての説明である。
Normal (Easy)
いくつかのバージョンで Easyと表記されているが、基本的には Normalと表記されている。
難易度は1-7あたりで分類されており、ほぼ全てが曲の拍子に合わせた配置で、同時踏み後の配置が少ない初級者向けの譜面である。
Hard
大体の曲に8分〜16分以上の矢印や、3箇所以上の同時踏みが登場してくる。
難易度の幅は広く、大体は5-16までの幅で分類される。
Crazy
5パネルでのプレイでは一番難しい譜面になる。ほとんどの楽曲に16分・24分・32分などの矢印が存在する。
Exceedで難易度が見直されてからは7以上の難易度で分類されるようになり、Exceed2では上限で20、Zeroの稼動と共に上限が21まで引き上げられた。
NXの稼動以後はさらなる上限の引き上げや高難易度楽曲の追加もあり、選曲画面の難易度アイコンに1-8の骸骨が表示されるものが多く見られるようになった。
Freestyle (Double)
Premiere3までDoubleと呼んでいた譜面難易度であったが、PREX3に於いてFreestyleに改められた。
1人で10枚全てのパネルを使用するため、Singleと比べると難易度の向上は非常に大きい。
難易度は3-12あたりのものが大半であるが、一部の楽曲ではFreestyleで難易度アイコンに骸骨の表示が出てくる楽曲も存在する（Vook、Love is a Danger Zone 2、Final Audition Episode 2-2など）。
Nightmare
PREX3において、究極への挑戦ということでNightmareというFreeStyleよりさらに上位の譜面が追加された。
PREX3においては、全ての楽曲が99（画面の端から端まで骸骨のアイコンで埋め尽くされた）で表記されていたが、次作品のExceedでは8-20の難易度設定がなされた。
そしてExceed2で21,22,??まで引き上げられ、Zeroの稼動で"Love is a Danger Zone 2"が"23"を記録、アイコンでの表記に変わったNXではさらに上位のカテゴリーが設けられることになった。
難易度9以上で分類され、24を超える難易度のものは、アイコンの欄に「DANGER」と表示される「??」という難易度表記になる（Chimera、Bemeraなど）。

### コンボ
コンボは前述の5種に分類される判定により発生する。その5種の判定の中でPerfectまたはGreatの判定を出し、またそれを連続して出していくことによりコンボ数が増加する。なお、現行のバージョンではGoodを出してもコンボが切れることがなく（ただし、コンボ数は増えない）、BadまたはMissの発生時にコンボが切れる。また、クリア時に最高評価であるSSランク（XXではSSSランク）を出すためには、全ての矢印でPerfect判定のみを出してフルコンボをするPFC (Perfect Full Combo) が必須となり、最初から最後までコンボを切らさずにクリアするフルコンボの場合はSランクとなる。さらに、ハイスコアを狙ってプレイする場合、コンボを途中で切ってしまうとスコアに大幅なロスが生じるため、最初から最後までコンボを切らさずにクリアすることが基本となる。

### ロングノート
Extra Mix以降に追加され、PREXシリーズから正式に搭載された矢印で、ホールドノートとも呼ばれる。これは通常の矢印と違い、矢印が引き延ばされているように見える点が特徴であり、この矢印が画面上に流れてきた場合、矢印が完全に通過するまで踏み続ける必要がある。DDRや他のダンスシミュレーターのホールドノートと違い、Pump It Upのロングノートは矢印の集合体という扱いのため、踏んでいない場合はMissとして延々とカウントされる。そのため、前述したコンボとの関係上、スコアを出す場合には非常に重要な要素となっている。また、ロングノートの始点で踏めなかったり途中で足を離してしまった場合でも、途中からロングノートを踏んで復帰することが出来る。ちなみに、Pump It UpメインシリーズとInfinityでは、ロングノートがステップゾーンに重なる前から足を乗せたままでも始点の部分はPerfectとして認識される（PROシリーズでは、始点部分のタイミングを合わせて踏み始めなければ1歩目がMiss判定として扱われる）。
また、NX Absoluteからは、ホールド中のパネルを連打することによってコンボ数を増加させる形のものが追加された（このタイプのホールドノートでは、一定間隔までは足を離してもMissとして扱われない）。

### オプション
楽曲の選択時、または譜面難易度選択時に左右のブルーパネルを交互に3回ずつ踏むと、オプション設定画面が表示される。オプションの内容は、矢印のスクロール速度変更、矢印のスクロール方向変更、譜面の配置変更、矢印スキンの変更などがある。オプションの設定は、楽曲選択時と同様にブルーパネルで選択、イエローパッドで決定し、オプション設定画面から抜ける場合は、レッドパネルを踏む。
「NX Absolute」までのオプションの設定について
過去のシリーズでは、オプションの設定は全てパネルでのコマンド入力によって行う。ちなみに、2人プレイ時に限り、片方のプレイヤーが付加したオプションが両者共に付加されてしまうものも一部有り、その点には注意が必要となる。

## ゲームモード
Pump It Upは作品毎に収録されているゲームモードやその名称の変更などが多いため、この項目では「2017 Prime 2」で選択できるゲームモードを説明していく。注意点として、「2017 Prime 2」では、エントリーカードまたはUSBメモリ使用時には通常設定で全てのゲームモードが選択可能となっているため、楽曲の長さが異なるものが多数存在する。そのため、楽曲の長さに応じて楽曲ごとに消費するライフ数が設定されており、選曲時にはライフの残数以内で一定のライフ数を消費して楽曲を選択することになる（通常設定での初期ライフ数は4）。なお、消費するライフ数およびライフの残数は選曲時の画面下部のプレイヤー欄で確認することが出来る。

### Basic Mode
「2017 Prime 2」におけるエントリーカードまたはUSBメモリを使用せずスタートしたときに出るゲームモード。規定曲数のステージ保障あり。選択できる楽曲の譜面はSingleから3譜面、Doubleからは1譜面が選択できる。なお、選曲時にパネルでのコマンドを入力することで、後述するFull Modeに変更することが出来る（コマンドは自分のプレイサイドのパネルをテンキーの配列に見立てて175939571の順に入力する）。「XX -20th Anniversary Edition-」ではDouble用譜面は撤廃され、Singleから3譜面のみとなった。

### Full Mode
「2017 Prime 2」におけるエントリーカードまたはUSBメモリ使用時の通常ゲームモード。ライフの残数に応じて選択可能な全ての楽曲、カテゴリーから選曲を行う。1人プレイ時はSingle,Doubleの全ての譜面を、2人プレイ時はSingleの譜面を選択してプレイする。また、Full Modeでのプレイ中は下記のカテゴリーが選択可能になる。

#### 作品別、ジャンル別、難易度別
楽曲の初収録作品、音楽ジャンル、譜面の難易度ごとに細分化されたカテゴリー。

#### Short Cut
通常の楽曲を編集し、プレイ時間を短くした楽曲などが収録されている。

#### Remix
複数の楽曲のノンストップミックスなどが収録されている。

#### Full Songs
通常の楽曲のフルコーラス版など、プレイ時間が長い楽曲のみが収録されている。

#### Music Train
指定された楽曲を続けてプレイしていくモード。かつてDance Dance Revolutionシリーズに存在した「NONSTOP」及び「COURSE」モードとほぼ同じモードである。「XX -20th Anniversary Edition-」では搭載されていない。

#### Random
残りのライフ数に応じて選曲できる全ての楽曲の中からランダムで選曲される。

##### ライフの回復について
「2017 Prime 2」では、楽曲のプレイ後に表示される評価に応じてライフが回復し、プレイ出来る曲数を増やすことが出来る（Full Mode、Rank Modeでのプレイ時のみ）。ただし、選曲時に使用するライフ数の数(曲の長さ)によって回復量が異なる。
- ライフ1消費の楽曲 (Short Cut)：回復なし
- ライフ2消費の楽曲 (Normal)：Aランク以上の評価でライフが1回復
- ライフ3消費の楽曲 (Remix)：Aランク以上の評価でライフが1回復
- ライフ4消費の楽曲 (Full Song)：Aランク以上の評価でライフが2回復

### 過去の作品に登場したゲームモード
Nonstop Remix
このモードは韓国のみで稼動していた筐体で先にリリースされ、一部の楽曲のLong化や、収録されたK-POPのリミックス等、特定アーティストのみのミックス等が提供された。
楽曲の尺が通常のものよりも長いのが特徴であるが、このモードで選べる楽曲は非常に少なかった。
Extra Mix以降はしばらく姿を消していたが、Exceed2で復活。
新しい楽曲が追加され難易度も1-20に見直されることになり、また全てのリミックスに譜面も追加されることになった。
Half-Double
Rebirth〜PREX3で搭載されたモード。
全10パネルのうち、外側の4枚を除いた中央の6枚のパネルを使用してプレイを行う。pop'n stageの6スイッチモードと同じ配置である。
ちなみに、PROシリーズでは現在も選択することが出来るモードである。
Another Step
Zeroで搭載された要素で、一部楽曲において別の譜面が提供される。
難度を上げた譜面や特徴的になった譜面、多人数でプレイすることを前提とした譜面などが存在するが、Anotherと銘打っているだけに単なる上位難易度とは全く別の譜面が組まれているのが特徴。中には難易度が下がる楽曲も存在する。
Training Mode
NXで搭載されたモードで、それぞれ3難易度の20のレッスンが存在する。
それぞれのレッスンでは色々なアプローチでの踏み方のレッスンを行う。
レッスンは非常に丁寧であり、初心者にお勧めできるモードである。
NX2ではTraining Station、NX AbsoluteではEasy Stationと名称が変更され、更に難易度の幅が広がった。
Mission Mode
Zeroで登場したモード。30にも及ぶミッションをこなす事により隠し要素を解禁する事が出来るが、一人で行うには非常に困難なミッションが大半を占め、多数のプレーヤーを苦しめた。
3曲で1つのミッションを構成しており、ミッションごとにクリア条件が変わってくる。
上記のように一人で行うのが困難な物が後半に多く、多人数でのプレイが一般的となっているが、途中で失敗しても失敗した場所からのコンティニューが可能な唯一のモードでもある。
「XX -20th Anniversary Edition-」にPRIMEからPRIME2までのQuest Zoneの位置づけとして復活し、非常に困難なミッションが1曲ごと用意されている。
World Tour
NXで登場したMission Modeの流れを汲むモード。
世界中を旅行すると言うテーマになっており、全世界の都市を指定されたミッションでクリアしていくモードである。
Zeroと同じく3曲1都市となっており、クリアする度にその大陸の一都市と特定の要素が解禁していく。
難易度の上昇ペースは前作の比ではなく、都市によっては4人以上いないとクリア出来ないミッションも存在する。
Special Zone
通常のゲームモードでは選択不可能な楽曲及び譜面が収録されているモード。このモード内では、主に楽曲のロング化やリミックス、Special Zone専用の譜面などが収録されている。
また、このモードのみ楽曲個別のコスト制を導入しており、楽曲ごとに使用コストが異なる。そのため、選曲により曲目の制限が起こる可能性もある。
ちなみに、標準設定では6コスト設定となっており、残りのコスト数は画面中央の丸型ランプのアイコンで確認することが出来る。
Special Zoneの注意点として、このモードに収録されている楽曲及び譜面の多くは初期状態ではプレイ不可能な点が挙げられる。
それらをプレイするためには、USBメモリを使用してプレイしていく度に貯まるマイレージポイントを消費して解禁をする、または後述するWorld Max及びBrain Showerなどの各ゲームモードで一定以上の達成率を記録することでプレイ可能となる。
そのため、主にヘビーユーザー向けのゲームモードである。
難易度選択は、1人プレイ時はNormal,Hard,Crazy,Freestyle,Nightmareから、2人プレイ時はNormal,Hard,Crazyから選択できる。ただし、一部の楽曲では全難易度が存在しないものもある。
World Max
NX2,NX Absoluteで登場したモード。
画面内に表示されたマップを移動し、各地にある指定されたミッションをクリアしていくモードである。
前述したMission Mode及びWorld Tourの続編的なモードであり、このモードで一定数のミッションをクリアしていくたびに隠し楽曲の解禁などが行われる。
ただし、前作同様にミッションによっては多人数でのプレイを前提としたもの、さらにそもそも非常に解りにくい条件を満たさなければ解禁されないミッションもあると、その難易度は理不尽な域にまで上がっている。
難易度は1-5の5段階となっており、ミッションによっては強制的にオプションが付加されているものや、2ステージまたは3ステージ消費の扱いとなる、演奏時間の長い楽曲でのミッションもある。
NX2でのミッションの総数は333であったが、NX Absoluteでは2倍以上のミッション数が設けられている。なお、NX2でUSBメモリを使用してWorld Maxをプレイしていた場合、NX2でのクリア状況をNX Absoluteに引き継ぐことが可能。
Brain Shower
NX Absoluteで登場したモード。
記憶・計算・観察の3タイプの内容があり、プレイ中に画面に表示される問題を解いていくモードである。
難易度はそれぞれ1-10(USBメモリ不使用時は1-8)まであり、高難易度のものほど、問題の内容と譜面が難しいものになる。
また、難易度1-9までは片方の5パネルのみを使用するが、難易度10の楽曲は10パネルを使用するものになる。
問題の解答方法は、流れてくるノートの中で登場する2つ以上の選択肢の中からパネルを踏むことで行う。
このモードもWorld Maxと同じく、一定以上の達成率を記録していく度に、隠し楽曲の解禁などが行われる。
また、NX Absoluteに収録されているゲームモードの中で、オプションが使用できない唯一のゲームモードである。
Quest Zone
PRIMEとPRIME2で登場した、指定されたミッションを段階的にクリアしていくモード。楽曲ごとに4段階のミッションがあり、クリアするたびに上位階層のミッションが選択可能となる。
Progressive
PROシリーズで登場したモード。
設定された楽曲を順番通りに続けてプレイしていくモードで、DDRにおけるCOURSEモードやIn The GrooveにおけるMarathonモードにあたる。
ただし一部のコースでは、プレイ中に強制的にオプションが付加され、難易度が通常以上に上昇するコースも存在する。
Gauntlet
PRO 2で登場したモード。
Music TrainやProgressiveと同様、設定された楽曲を連続で踏んでいく点は共通であるが、ライフ制に変更されており、一定数のMiss判定を出すと強制終了となる。
また、通常選曲可能な楽曲であっても通常モードとは配置やbpmなどを改変したものや、Gauntletでしかプレイできない曲も存在する。

## World Pump Festival
Pump It Upを使用した公式の世界大会で、開催時はその時点での最新バージョンのものを使用する。
世界各国で国内予選が行われるために大会参加者の数が多く、また、上位入賞者には賞金が贈呈される点が特徴で、これまでに2005年、2006年には韓国、2007年にはメキシコ、2011年には中国、2016年にはインドネシアのバリ島で開催された。

### 開催部門
※記述しているカテゴリー及びルールは2016年開催時のもの
Speed カテゴリー
スコアにより勝敗を決定する部門で、男性部門・女性部門の2部門がある。
ラウンドが進むにつれて課題譜面の難易度が極限まで高まるため、ハードルは非常に高く、少しでも多くのステップを踏む実力が求められる非常にストイックな部門でもある。
- ルール
  - 予選として参加者全員で同一の課題譜面1譜面に挑み、スコアが高い上位8名が本戦に進出する
  - 本戦は1vs1のトーナメント形式をとり、各試合毎に選ばれる課題譜面をプレーし、スコアが高い方が勝ち進む
  - 各試合の課題譜面は、定められたプレースタイル・難易度帯から抽選で決定される
    - 予選: 男性 Single 17～19, 女性 Single 15～17
    - 1回戦: 男性 Single 20～23, 女性 Single 18～20
    - 準決勝: 男性 Double 21～23, 女性 Double 18～20
    - 決勝: 男性 Double 24以上, 女性 Double 21～23 決勝のみ3曲勝負であり、先に2勝したものが優勝者となる

  - VJオプション（通常より判定が厳しくなるかわりに、ステップあたりの配点が上昇する）の使用が義務付けられる
  - バーの使用は男女ともに認められている
    - 2007年大会までは、男性部門はバーの使用が禁止されており、女性部門のみ認められていた
    - 2011年大会より現行のルールに改められた

Free Style カテゴリー
大会毎に選ばれる課題曲群から各自が1曲を選び、パフォーマンスプレイの上手さによって勝敗を決める部門。
ソロ（1人）またはペア（2人）のどちらかで出場することができるが、部門は別れておらず同一ランキングで集計される。
スコアは審査委員により算出される。
この部門においては実際にステップも求められるが、パフォーマンスを制限されないと言う意味で低難易度の楽曲・難易度が非常に選ばれやすい。
スコアの判定は下記のように行われる。
- ダンススキル (55 points)
- 衣装&メイク (20 points)
- 審査委員判定 (10 points)
- 筐体スコア (15 points)

- 筐体で表示されるアルファベット評定のこと。最低評価であるF評定を受けた場合、パフォーマンスの内容にかかわらず強制的に失格となる。

## アーティスト
Pump It Upシリーズでの楽曲は基本的には（一部のSEなどを除いて）全曲を社外のアーティストに委託する形式を取っており、権利関係はアーティスト側が所有している。そのため、Pump It Upオリジナルの楽曲であってもアーティスト側の都合によっては収録されないこともある。また、アーティストによっては複数のチャンネルにまたがって収録されているものもある。
- 「Original Tunes」チャンネルに楽曲が収録されているアーティスト（Pump It Upにオリジナル楽曲を提供しているアーティスト）
  - BanYa（Banya Productionを含む）
  - Yahpp
  - MAX
  - 5argon
  - Cashew
  - CYO Style
  - DM Ashura
  - Doin
  - Gentle Stick
  - HyuN
  - Jehezukiel
  - M2U
  - MAZO
  - Memme
  - mzet:-p
  - Lunatic Sounds
  - Nato
  - Neutral Moon
  - HyuN
  - Paul Bazooka
  - Pory
  - Quree
  - r300k
  - SHK
  - Skizzo
  - SQUAR
  - Warak
  - Yak Won
- 「K-POP」チャンネルに楽曲が収録されているアーティスト（現行作品に楽曲が収録されていないアーティストを含む）
  - 2NE1
  - 4minute
  - AOA
  - Apink
  - Baby V.O.X
  - BEAST（改名後のHIGHLIGHTも含む）
  - BIGBANG（G-DRAGONのソロ曲も含む）
  - BLACKPINK
  - Block B
  - BoA
  - Cherry Filter
  - CLON
  - CNBLUE
  - Crash
  - CRAYON POP
  - Dal★Shabet
  - DEUX
  - Diva
  - DJ DOC
  - DREAMCATCHER
  - Epik High
  - EVERGLOW
  - EXID
  - FIN.K.L
  - GFRIEND
  - (G)I-DLE
  - HAON
  - HIGHTEEN
  - iKON
  - INFINITE
  - IVE
  - KARA
  - Koyote
  - MAMAMOO
  - Miss A
  - MOMOLAND
  - MONSTA X
  - N.Flying
  - NovaSonic
  - Lexy
  - LUCY
  - NORAZO
  - OH MY GIRL
  - Orange Caramel
  - Outsider
  - PRODUCE 48
  - PRODUCE 101（Season1とSeason2の両方が収録）
  - Roo'Ra
  - Sechs Kies
  - SEVENTEEN
  - SHINee
  - STACY
  - SOM2
  - T-ara
  - Tashannie
  - THE BOYZ
  - Turbo
  - U;Nee
  - VASSLINE
  - VIXX
  - Wanna One
  - Wax
  - WINNER
  - Wonder Girls（元メンバーのソンミの曲も含む）
  - 李博士 (E-paksa)
  - キム・ヨンジャ
  - コブギ (Turtles)
  - 神話
  - ソテジワアイドゥル（ソ・テジを含む）
  - チャン・ユンジョン
  - チョンハ
  - ドランクンタイガー
  - ホン・ジニョン
- 「World Music」チャンネルに楽曲が収録されているアーティスト（現行作品に楽曲が収録されていないアーティストを含む）
  - Ayu Ting Ting
  - Ben Chalatit
  - Celldweller
  - Cranky
  - D_AAN
  - Daddy Yankee
  - Future Funk Squad
  - Matduke
  - PXNDX
  - Rainbowdragoneyes
  - Sanxion7
  - Saykoji
  - Sid-Sound
  - SGX
  - 3R2
  - Stian K
  - Suger Eyes
  - SUPER JUNIOR-M
  - SynthWulf
  - The DNC
  - Vospi
  - Yassi Pressman & Nadine Lustre
  - Zircon
  - イ・ジョンヒョン
  - シャキーラ
  - チャン・ナラ
  - 王力宏
- 「J-Music」チャンネルに楽曲が収録されているアーティスト（2015 PRIMEより新設）
  - Etia
  - Last Note
  - Masayoshi Minoshima
  - Tatsh（TatshMusicCircleを含む）
  - Void
  - you
  - 削除 (Sakuzyo)
  - バクステ外神田一丁目
  - AKB48（カヴァー曲として）
  - 三浦大知（カヴァー曲として）
- 「XROSS」チャンネルに楽曲が収録されているアーティスト（2017 PRIME2より新設）
  - Archefluxx
  - ATAS
  - Beautiful Day
  - Brandy
  - ESTi
  - KIEN
  - P4Koo
  - SANY-ON
  - STREME REVERIE
  - Transin
  - Triplestar

## トラブル

### 意匠権問題
コナミは意匠権の侵害としてPump It Upの製作元であるソンドエンターテイメント社を訴えた。初審はコナミ側の訴えを認め、その後それを不服としたアンダミロ社は上訴を予定したが、結果的にはコナミの独占的知的財産（知的所有権）を利用した対価として和解金を支払い、両者は和解した。

### プレイデータ消失事故
2021年12月21日、ゲームサーバーのストレージ機器に損傷が発生し、オンラインサービス停止。長期メンテナンスを経て、同月29日に復旧したが、2018年9月6日までの公式サイトのアカウントデータ・UCSデータ、2021年8月11日までの称号獲得・譜面解禁・保有アバターデータ、2021年12月20日までのカードデータしか復旧出来ず、それ以降のデータ、プレイデータやバックアップデータは全て消失という事態となった。アンダミロはすべてのアカウントに300,000ポイントを支給、ゲーム内アイテムの価格をすべて1ポイントにする補償対応を実施するほか、消失した称号データについても2022年1月31日までに証拠となる画像・動画をアンダミロ指定のメールアドレスに送信すれば復旧させる対応を行っていた。

## シリーズ

### アーケード
1st Dance Floor
1999年9月稼動。
2nd Dance Floor
1999年12月稼動。
3rd O.B.G.（Oldies But Goodies）- 3rd Dance Floor
2000年5月稼動。
O.B.G. SE（Seasonal Evolution）
2000年9月稼動。
The Collection
2000年11月稼動。
Perfect Collection
2000年12月稼動。
Extra
F2 Systemが開発。従来とややシステム等が異なる。
2001年1月稼動。
The Premiere -International Dance Floor-
欧州向けにリリース。韓国では未発売。
2001年6月稼動。
The PREX
南米向けにリリース。韓国では未発売。
2001年11月稼動。
The Rebirth –The 8th Dance Floor-（韓国のみ）
2002年1月稼動。
Premiere2 -International 2nd Dance Floor-
欧州向けにリリース。韓国では未発売。
2002年3月稼動。
PREX2
南米向けにリリース。韓国では未発売。
2002年11月稼動。
Premiere3 -International 3rd Dance Floor-
欧州向けにリリース。韓国では未発売。
2003年5月稼動。
PREX3 -International 4th Dance Floor-
南米向けにリリースされた作品であるが、韓国にも逆輸入された。
2003年10月稼動。
Exceed -International 5th Dance Floor-
2004年4月稼動。
ここで初めて公式の世界大会が行われる事になった。
Exceed2 -International 6th Dance Floor-
2004年11月稼動。
Zero -International 7th Dance Floor-
2006年1月稼動。
NX (New Xenesis) -International 8th Dance Floor-
2006年12月稼動。
PRO
北米向けにリリースされた作品で、Roxor GamesのIn The Grooveを開発したスタッフの一部が独立して設立したFun In MotionとAndamiroの共同開発である。また、StepManiaのエンジンを使用したバージョンで、Pump It Upシリーズのスピンオフ作品という位置付けになっている。
Pump It Upオリジナル楽曲やライセンス楽曲の収録に加え、In The Grooveシリーズから移植された楽曲も数多い。
システム面はIn The Grooveシリーズをベースにしており、スコア方式を達成率方式に変更、踏むと達成率が減少するマインノートの追加、Perfectの上位判定であるSuperbの追加、リザルト時のスクリーンショットの保存、規定曲数の終了後や楽曲のクリア失敗後にコンティニューが存在するなど、Pump It Upメインシリーズから様々な点での変更が行われている。
また、PROシリーズではNormalの下にEasyの譜面難易度が追加され、難易度は全て1扱いとなっている（ただし、一部の楽曲にはEasyが存在しないものもある）。
キャビネット部分には選択・決定・オプションボタンが標準で実装されており、パネルは楽曲のプレイ時以外には使用しない。
2008年には、楽曲や譜面等を追加したEncore Packが追加パッチとして公式サイトより配信された。
2007年6月稼動。
NX2 (Next Xenesis) -International 9th Dance Floor-
2007年12月稼動。
NX Absolute -International 10th Dance Floor-
2008年11月稼動。
Jump
北米向けにリリースされた子供向けの作品である。Proと同じくFun In Motionが開発を担当し、StepMania 4のエンジンを使用している。
2009年稼働。
2010 Fiesta
2010年3月稼動。
PRO 2
北米向けにリリースされた作品である。新モードとしてGauntletモードが追加。
通常のプレイモードではRoutineという難易度が新設され、2人以上でのプレイを推奨している譜面が一部の楽曲に追加された。
2010年7月稼動。
2011 Fiesta EX
2010 Fiestaのバージョンアップ版。
楽曲・譜面・ミッションなどを追加。
また、2011年開催予定のWorld Pump Festivalの為の専用モードが新設されている。
2011年3月稼動。
2013 Fiesta 2
稼動している地域によって多少の差異があり、中南米版、オセアニア版、韓国版ではそれぞれ稼動開始時期や収録曲が異なる。
PIU 2013 - The 13th International Dance Floor 1st Teaser
2nd Teaser Pump It Up 2013 : Fiesta 2 -The 13th International Dance Floor-
2012年11月稼動。2014年秋には日本国内でロケテストも行われた。
Infinity
北米及び欧州向けにリリースされたPROシリーズの後継作品であり、開発はTeam Infinityが担当。StepMania 5のエンジンを改良したものと、Fiestaと同じエンジンを使用している。
システムやインターフェースはPROシリーズより寧ろメインシリーズに近くなっているが、PROシリーズの要素は引き続き搭載されている。
PROシリーズで追加されたSuperb判定はオプション扱いとなり、プレイヤーごとに使用するか選択できる。
2013年2月稼動。
Pump It Up Infinity Teaser
PIU Infinity 2nd Teaser
2015 Prime
本作品から本家シリーズとPro/Infinityシリーズが統合。北米でもリリースされる。本作よりスコアやクリア状況などはサーバーに記録を保存する形式に変更したため、USBメモリを使用してのプレイ時には筐体をネット回線に接続することが必須となった。
新オプションとしてRank Modeが追加。
Rank Modeでは獲得できる点数が通常に比べて増加するが、使用出来るオプションに制限がかかり、さらにダンスゲージが空になると強制終了となる。
また、判定が非常に辛くなり、ライフ2消費の楽曲且つレベル13以上の譜面以外は選択出来なくなる。
PIU 2015 Prime Opening HD
2014年11月稼動。
2015 Prime Japanese Edition
2015 Primeの日本販売用バージョンでセガ・インタラクティブのALL.Net対応だが、セガ・インタラクティブのAime並びにバンダイナムコエンターテインメントのバナパスポートカードには非対応。
主にセガ エンタテインメント、ナムコ、カプコンのアミューズメント店舗にて稼働、主にセガ・ナムコの店舗で稼働していた。
2015年6月稼動。
Pump It Up JP Official Twitter
2017 Prime 2
WPF2016の決勝大会時にティザー動画形式にて情報が解禁。
画面のサイズが拡大され、エフェクトも華やかとなった新筐体が登場。(国内では新筐体で稼働されていない。)
プレイデータの管理等はUSBに加えエントリーカード形式が新たに採用された。(国内ではエントリーカードは非対応。)
Square PixelsのEZ2AC、MOMOのO2Jam、Unit-eのNeonFMの楽曲が収録。
PIU PRIME 2 Teaser 1st
2016年12月稼働。中南米版、オセアニア版、韓国版、日本を除くアジア地域ではそれぞれ稼動開始時期が若干異なる。日本版は2017年4月下旬より稼働。2018年1月1日以降に行われたヴァージョンアップによりシリーズタイトルが「2018 PRIME2」に変更された。
XX -20th  Anniversary Edition-
シリーズ20周年記念作として登場。2019年1月に韓国での稼働開始を皮切りに、各地域で順次稼働。
数々の細かい変更があった他、対象となるものが一定数に達したり、様々な条件の達成すると取得出来る称号システムや離れた場所にいるプレーヤーとのスコア対戦が行えるオンラインマッチングが導入された。
PIU XX 2nd Teaser
2023 PHOENIX
約5年振りの新作で、2023年7月に韓国での稼働開始を皮切りに、各地域で順次稼働。
これまでの累積方式から100万満点制に得点方式が変更された他、CO-OP譜面や専用曲が遊べるプレミアムモードが導入された。
PIU PHOENIX 2nd Teaser

### コンシューマ
- The Premiere -International Dance Floor-（PC）
- Perfect Collection（PC）
- PREX3 -International 4th Dance Floor-（PC）
- Exceed（PS2）
- Exceed SE（Xbox、PS2）
- Portable（PSP）
- Zero -International 7th Dance Floor-（PSP）
- H5（ブラウザゲーム）
- M -Mobile Edition- (Google Play、iOS)